# Bernhard Keller (Mathematiker)

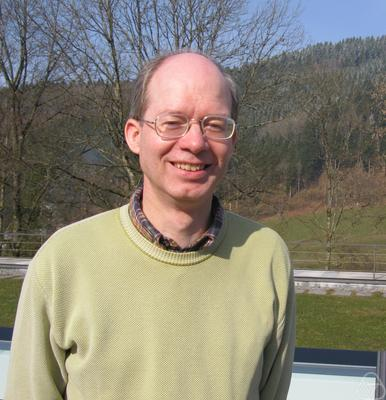
Bernhard Keller, Oberwolfach 2011

Bernhard Keller (* 1962) ist ein Schweizer Mathematiker, der sich mit Algebra befasst. Er ist Professor an der Universität Paris VII (Denis Diderot).
Keller wurde 1990 bei Pierre Gabriel an der Universität Zürich promoviert (On Derived Categories).
Er befasst sich insbesondere mit Clusteralgebren (und deren Kategorifizierung, Zusammenhang mit der Darstellung von Köchern (Quiver) und triangulierten Calabi-Yau-Kategorien) und derivierten Kategorien. Keller wandte Cluster-Algebren (über die Kategorifizierungs-Methode) auf den Beweis der von Alexander Borissowitsch Samolodtschikow (Zamolodchikov) vermuteten Periodizität von bestimmten von Samolodtschikow im Rahmen des thermodynamischen Bethe-Ansatzes eingeführten diskreten dynamischen Systeme an (T-Systeme, Y-Systeme, aus Dynkin-Diagrammen gebildet). Den Beweis für getwistete Systeme führte er mit japanischen Mathematikern unter Anwendung Tropischer Geometrie. Dabei bewiesen sie auch Dilogarithmus-Identitäten vom Rogers-Typ.
2013 wurde er Ehrendoktor der Universität Antwerpen. 2014 erhielt er den Sophie-Germain-Preis. Er war Invited Speaker auf dem Internationalen Mathematikerkongress in Madrid 2006 (Differential graded categories).

## Schriften
- mit Idun Reiten: Cluster-tilted algebras are Gorenstein and stably Calabi-Yau, Advances in Mathematics, Band 211, 2007, S. 123–151[3]
- Cluster algebras, quiver representations and triangulated categories, Proceedings of the Workshop on Triangulated Categories, Leeds, 2006, Arxiv 2008
- Derived categories and their uses, in M. Hazewinkel (Hrsg.): Handbook of algebra, Band 1, Elsevier 1996.
- Algèbres amassées et applications, d'après Fomin-Zelevinsky, …, Bourbaki Seminar Nr. 1014, 2009
- The periodicity conjecture for pairs of Dynkin diagrams, Preprint, Arxiv 2010
- Cluster algebras and derived categories, Derived Categories Conference, Tokio 2011, Arxiv
- mit Rei Inoue, Osamu Iyama, Atsuo Kuniba, Tomoki Nakanishi: Periodicities of T and Y-systems, dilogarithm identities, and cluster algebras I: Type {\displaystyle B_{r}}, Pub. RIMS, Band 49, 2012, S. 1–42, Arxiv, Teil 2, S. 43–85, Arxiv